# Bug (película de 2006)
Bug (2006) —en español: «In-sectos» o «Peligro en la intimidad»— es una película de suspenso dirigida por William Friedkin y protagonizada por Ashley Judd, Michael Shannon y Harry Connick, Jr.
La película está basada en la obra de teatro de Tracy Letts que lleva el mismo nombre.

## Sinopsis
Agnes (Ashley Judd) es una mujer que vive cruelmente aterrorizada por su marido y que, tratando de escapar, busca refugio en un motel de Oklahoma. Allí, bajo extrañas circunstancias, conoce a un paranoico y desquiciado veterano de la guerra de Irak que ve insectos en todas partes. Pero su locura es el síntoma de algo más grave, pues él está convencido de que esa es la primera señal de que los bichos van a infestar el mundo entero. Sin darse cuenta, poco a poco, Agnes se irá contagiando de su paranoia.

## Argumento
El film comienza con una toma de un cadáver en un extraño cuarto. Luego, la escena transiciona a la habitación de Agnes White, una mesera de un bar gay que vive en un hotel de mala muerte en una zona rural de Oklahoma. Incapaz de seguir adelante diez años después de la desaparición de su hijo, ella se la pasa consumiendo cantidades de drogas y alcohol junto con su amiga lesbiana RC. También vive acosasa por constantes llamados telefónicos silenciosos, los cuales cree que son realizados por Jerry Gross, su exesposo abusivo, quien acaba de salir de prisión.
Una noche, RC le presenta a Agnes a Peter Evans, un vagabundo que dice ser un soldado recientemente dado de baja. Las respectivas soledades de Agnes y Peter los van acercando y pronto comienzan una relación. Peter la convence de que él fue sometido a pruebas biológicas durante su paso por el ejército y que las llamadas anónimas fueron realizadas por agentes del gobierno que estaban anticipando su arribo. Agnes y Peter tienen relaciones sexuales, luego de lo cual, él le dice que el cuarto está infectado de insectos enviados por el gobierno como parte de sus experimentos.
El comportamiento y los movimientos corporales de Peter se van volviendo cada vez más erráticos a medida que los insectos, invisibles para la audiencia, van infectando su cuerpo y, con el tiempo, Agnes comienza a exhibir el mismo comportamiento. RC intenta convencer a Agnes de dejar a Peter, agregando que un hombre llamado Dr. Sweet lo está buscando. Agnes, quien se ha vuelto codependiente con Peter, la abofetea y le pide que no vuelva. Peter y Agnes se distancian del mundo exterior, aislándose en su cuarto y cubriéndolo con papel atrapamoscas y papel aluminio, y usando insecticidas eléctricos como fuente de iluminación. Peter, creyendo que una colonia de insectos microscópicos estaba en uno de sus dientes, se lo arranca con ayuda de tenazas. Cuando examina el diente con un microscopio de juguete, cree ver los insectos en los restos del diente, así como también Agnes.
El Dr. Sweet llega hasta el motel y le dice a Agnes que Peter había escapado de una institución mental donde estaba internado bajo tratamiento y que sus delirios sobre insectos eran parte de su enfermedad mental. Peter asesina al Dr. Sweet, afirmando que éste era un robot enviado por el gobierno. Luego, ambos comienzan a hablar sobre las teorías conspirativas traídas por Peter, y se convencen de que el hijo de Agnes fue secuestrado por el gobierno para hacer que ella y Peter se conozcan. Y, como ambos ya estaban infectados con insectos, la idea era que se relacionen sexualmente y tomen el mundo. Para prevenirlo, Agnes y Peter se rocían mutuamente con gasolina y se prenden fuego.
Durante los créditos, se muestran que los juguetes que estaban en la habitación permanecen intactos y sin papel aluminio. Se corrobora también que el cuerpo mostrado al inicio del film corresponde al Dr. Sweet, el cual está cubierto de aluminio aunque sin muestras de incendio alguno. Cuál versión es la correcta, si alguna, permanece en la duda.

## Reparto
- Ashley Judd como Agnes White.
- Michael Shannon como Peter Evans.
- Harry Connick, Jr. como Jerry Goss.
- Lynn Collins como R.C.
- Brian F. O'Byrne como Dr. Sweet

## Producción

### Financiamiento
La película fue producida y financiada por L.I.F.T. Production, Bug LLC, DMK Medienfonds y Lionsgate con un presupuesto de $4 millones.

### Escenografía
La escenografía fue diseñada por Franco-Giacomo Carbone, el diseñador de producción de películas como Hostel (2005) y Rocky Balboa (2006).
La mayor parte de la acción de la película ocurre en una habitación de un motel de mala muerte. El escenario tiene tres habitaciones interconectadas: un baño, una cocineta y una sala. En cierto momento en la película, la habitación tiene varias docenas de papel atrapamoscas que cuelgan del techo. En otro momento, la habitación entera está cubierta del suelo al techo con papel de aluminio. Friedkin dijo que el papel de aluminio fue una pesadilla para trabajar, ya que había que repararlo constantemente, y porque reflejaba a todos los que estaban allí, incluyendo al equipo de producción.

### Rodaje
Los exteriores del motel se rodaron cerca de Mammoth, California y en la Secundaria Grace King, mientras que los interiores de la habitación del motel se rodaron en un plató en Metairie, Luisiana, cerca de Nueva Orleans. Una escena de la tienda de abarrotes se rodó en el supermercado Migliore, y la escena del bar de lesbianas se rodó en el Bar Boomerang, ambas ubicadas en New Sarpy, Luisiana.

### Música

#### Música cinematográfica
La música de la película fue compuesta por Brian Tyler y la dirección-supervisión musical estuvo a cargo de Jay Faires. Fue lanzada como descarga digital el 22 de mayo de 2007.

#### Banda sonora
El tema de la película es interpretado por Serj Tankian, el vocalista de la banda de rock System of a Down. La canción principal, «Learning to drive», es interpretada por Scott Weiland, el cantante líder de la banda de rock Stone Temple Pilots.
Otros artistas que también forman parte de la banda sonora original son: Sean y Sara Watkins (de Nickel Creek), Chainsaw Kittens, The Backsliders, Susan Tedeschi, Jerry Leiber y The Coasters, Alvin Robinson, Los Tigres del Norte, Leon Russell y Brian Tyler.
La banda sonora fue lanzada en descarga digital y en cedé de audio el 22 de mayo de 2007.

## Recepción
La película recibió comentarios mixtos y positivos de los críticos de cine. En Rotten Tomatoes, tiene un 61% de aprobación general de 129 reseñas, y marcó un 65% de puntuación "fresca" de 37 comentarios de los «Principales Críticos (Top Critics)» designados por Rotten Tomatoes. Metacritic reporta que la película tiene una puntuación promedio de 62 sobre 100, lo que indica «críticas generalmente favorables», basada en 29 comentarios.
El 22 de mayo de 2006, el crítico de cine Roger Ebert escribió: «La película ha causado un gran revuelo en Cannes, todo porque sus estrellas, Ashley Judd y Michael Shannon, logran un tipo de intensidad maníaca que es aterradora, no sólo en sí misma, sino porque el público teme por los actores». Ashley Judd fue elogiado por su actuación por el crítico Dennis Dermody de Paper diciendo: «Ashley Judd muestra su talento, haciendo una actuación digna de un Óscar». Stephen Schaeffer del Boston Herald elogió la película diciendo que es «una de las películas de terror más inquietantes que se pueda imaginar». La película recibió críticas generalmente positivas de los medios de comunicación del Reino Unido, recibiendo tres de cinco en The Guardian. Fue también elegida la película de la semana por el crítico Mark Kermode en BBC Radio 5 Live.

### Reconocimientos
La película recibió un premio en el Festival de Cine de Cannes de 2006 de la Federación Internacional de la Prensa Cinematográfica en la sección «Quincena de realizadores».